# تیم ملی بسکتبال یوگسلاوی

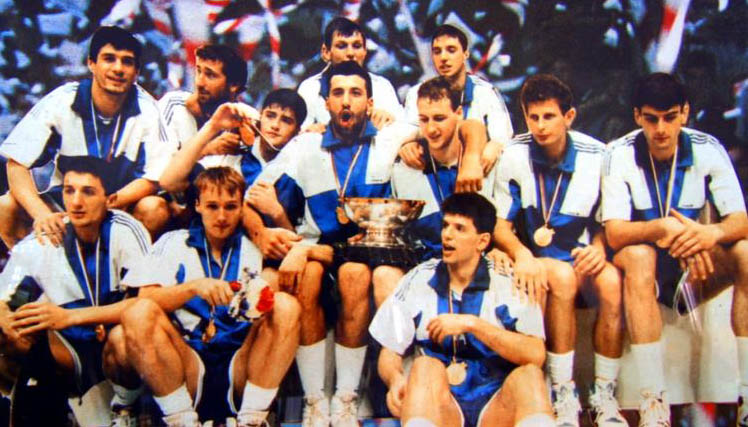
تیم یوگسلاوی در سال ۱۹۸۹ و مسابقاتی که در یوگسلاوی برگزار شد

تیم ملی بسکتبال یوگسلاوی ،نماینده جمهوری فدرال سوسیالیستی یوگسلاوی از سال ۱۹۴۳تا ۱۹۹۲در مسابقات بین‌المللی بسکتبال بود و توسط فدراسیون بسکتبال یوگسلاوی اداره می‌شد.